# Ордина, Антонина Геннадьевна
Антонина Геннадьевна Ордина (швед. Antonina Ordina) (24 января 1962, Нарьян-Мар, Ненецкий АО, РСФСР, СССР) — советская и шведская лыжница, чемпионка мира 1987 года, заслуженный мастер спорта СССР (1987).

## Биография
Антонина Ордина родилась 24 января 1962 года в Нарьян-Маре в семье военного. В 1963 году вместе с родителями переехала в посёлок Бурашево, где начала заниматься лыжным спортом под руководством Александра Шмелёва. Высшим достижением Антонины Ординой является победа в составе эстафетной четвёрки сборной СССР на чемпионате мира 1987 года в Оберстдорфе. В 1988 году она становилась чемпионкой СССР в гонке на 30 км.
С 1994 года выступала под флагом Швеции, представляла эту страну на Олимпийских играх в Лиллехамере (1994) и Нагано (1998). Наиболее успешно выступила на Олимпиаде в Лиллехамере, где заняла 6 место в эстафете и 7 место в гонке на 15 км.
На чемпионате мира 1995 года Антонина Ордина завоевала две бронзовые награды в составе сборной Швеции в эстафете и в индивидуальной гонке на 30 км. На этапах Кубка мира на её счету 8 подиумов в различных индивидуальных гонках.
После завершения спортивной карьеры в 2002 году работает в подразделении шведской полиции, отвечающем за работу с нарушившими закон мигрантами.